# NGC 1247
NGC 1247 (również PGC 11931 lub UGCA 58) – galaktyka spiralna (Sbc), znajdująca się w gwiazdozbiorze Erydanu. Odkrył ją William Herschel 10 grudnia 1798 roku.